# Spoiled (canción)
Sencillo de Joss Stone
Spoiled (Consentido, en español) es una canción de la cantante y compositora británica de soul Joss Stone. Fue publicado como el tercer sencillo de su segundo álbum Mind Body & Soul (2005). La canción debutó en el puesto número 32 en UK Singles Chart, donde solo permaneció dos semanas, convirtiéndose en la posición más baja de los sencillos del álbum en dicho país. 